# Verrallina milnensis
Verrallina milnensis är en tvåvingeart som beskrevs av King och Harry Hoogstraal 1947. Verrallina milnensis ingår i släktet Verrallina och familjen stickmyggor. Inga underarter finns listade i Catalogue of Life.